# Gulnara Shahinian

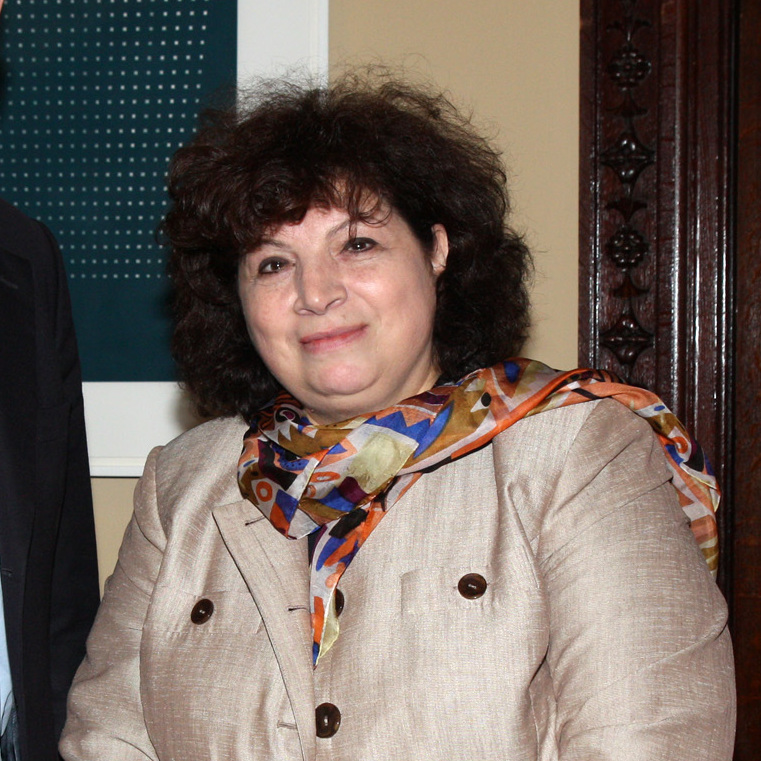
Gulnara Shahinian

Gulnara Shahinian (geboren 1951 in Armenien) ist eine Frauenrechts- und Friedensaktivistin. Sie leitete die erste internationale Frauenkonferenz in Armenien und setzt sich für die Bekämpfung von Menschenhandel ein. Ab 2008 war sie die erste UN-Sonderberichterstatterin zur Sklaverei und überwachte die Umsetzung des Übereinkommens des Europarats zur Bekämpfung unterschiedlicher Formen moderner Sklaverei im 21. Jahrhundert.

## Leben
Gulnara Shahinian wurde 1951 in Armenien geboren und studierte in Jerewan, St. Petersburg, Budapest, Cambridge und Stanford. Sie hat einen Abschluss in International Human Rights Law (internationalem Recht) vom Sankt Petersburger Institut für internationale Beziehungen und einen auf dem Gebiet der Sprachwissenschaften in Englisch und russischer Linguistik von der Staatlichen Universität Eriwan.

## Wirken
Shahinian, die seit Anfang der 2000er-Jahre in der Kommunalverwaltung tätig ist, war Vorsitzende der Gesamtarmenischen Frauenunion und leitete die erste internationale Frauenkonferenz in ihrem Land mit dem Titel Armenian Women at the Doorstep of the Twenty-First Century. Sie war Leiterin der Abteilung für auswärtige Angelegenheiten im Stadtrat von Jerewan.
Im Jahr 2005 wurde sie ausgewählt, um die Sitzung der Expertengruppe der UN-Wirtschafts- und Sozialkommission für Asien und den Pazifik zum Thema CEDAW und Gewalt in der Familie zu leiten. Vom UN-Menschenrechtsrat wurde Shahinian 2008 zur ersten UN-Sonderberichterstatterin über moderne Formen der Sklaverei, einschließlich ihrer Ursachen und Folgen, ernannt. Als Mitglied der Sachverständigengruppe zur Bekämpfung des Menschenhandels, die die Umsetzung des Übereinkommens des Europarats zur Bekämpfung des Menschenhandels überwacht, verfasste sie zahlreiche Berichte, Artikel und Stellungnahmen, um auf die unterschiedlichen Formen moderner Sklaverei im 21. Jahrhundert aufmerksam zu machen.
Als Gründerin der Nichtregierungsorganisation Democracy Today setzt sich Shahinian für die Einrichtung einer offenen, unabhängigen und frei zugänglichen Bibliothek und eines Ressourcenzentrums sowie für die Förderung von Demokratie und Geschlechtersensibilität in der armenischen Gesellschaft ein. Democracy Today ist ein Zusammenschluss von Führungskräften, Wissenschaftlerinnen und Aktivistinnen, die sich für die Menschenrechte einsetzen. Zu den Zielen der Organisation gehört, demokratische Prozesse in Armenien zu unterstützen und die Rolle der Frauen im Hinblick auf eine inklusive Gesellschaft zu stärken. Es werden junge Frauen dazu ermutigt, ihre Rechte aktiv einzufordern.
Bei den Protesten im April und Mai 2018 leisteten die Frauen von Democracy Today in vorderster Reihe Widerstand. Ihr Beitrag zur „Samtenen Revolution“ und damit zur Demokratisierung der bestehenden Verhältnisse in Armenien kann kaum überschätzt werden.
Shahinian ist Verfasserin zahlreicher Schriften und organisiert im Kaukasus-Gebiet spezielle Trainings zur Friedens- und Konfliktbewältigung.
Am 21. September 2018 erhielt Shahinian in Verden den Rebellinnen gegen den Krieg-Anita-Augspurg-Preis der Internationalen Frauenliga für Frieden und Freiheit (IFFF). Zuvor wurde mit diesem Preis die syrische Journalistin Zaina Erhaim ausgezeichnet.

„Heute wie nie zuvor müssen wir vereint unsere Stimmen erheben gegen Militarisierung, Nationalismus und Spaltung und wie nie zuvor müssen wir unser Stimmen vereinen um unsere starke Hingabe und unseren Einsatz für den  Frieden aufzuzeigen und die Ideen von Anita Augspurg und vielen anderen Frauen  weltweit für Gleichberechtigung und Frieden sind so aktuell wie nie zuvor.“

## Auszeichnungen
- 2018: Anita-Augspurg-Preis der Internationalen Frauenliga für Frieden und Freiheit

## Publikationen
- Trafficking in persons in the South Caucasus – Armenia, Azerbaijan and Georgia: New challenges for transitional democracies. In: Sally Cameron and Edward Newman: Trafficking in humans: Social, cultural and political dimensions. Tokyo: United Nations University Press 2008, S. 252–273.
- Report of the Special Rapporteur on contemporary forms of slavery, including its causes and consequences, Gulnara Shahinian: Thematic report on challenges and lessons in combating contemporary forms of slaver. United Nations Human Rights Council (2013)
- Report of the Special Rapporteur on contemporary forms of slavery, including its causes and consequences, Gulnara Shahinian: Follow-up mission to Mauritania. United Nations Human Rights Council (2014)
- Traditions, Law and Practice: Migrant Domestic Workers in Lebanon, 2015. In: Siobhán Mullally: Care, Migration and Human Rights: Law and Practice. S. 131–149.